# Харчові отруєння
Харчові отруєння (англ. food poisoning) — хвороби, які виникають при вживанні їжі, яка містить шкідливі мікроорганізми або отруйні речовини.
У практиці ВООЗ та західній медичній літературі також широко користуються більш об'ємним терміном «foodborne diseases or illness» (хвороби або захворювання, породжені їдою). До останніх відносять такі, що виникають через вживання їди: харчові отруєння, гострі кишкові інфекції, деякі гельмінтози тощо. Для означення розладів травного тракту, спричинених бактеріями, також часто застосовують збірний термін «бактеріальний гастроентерит» (англ. «bacterial gastroenteritis»).

## Види харчових отруєнь
Харчові отруєння поділяються на три групи:
- мікроорганізмового походження (токсикоінфекції, ботулізм);
- немікроорганізмового (отруєння продуктами із вмістом отруйних хімічних сполук, наприклад, грибами);
- з невстановленими причинами.

Одним із найбільш поширених джерел харчових отруєнь можуть бути продукти, заражені мікроорганізмами, які виділяють дуже сильні токсини (отрути білкового походження). Це, насамперед, Clostridium botulinum — збудник ботулізму. Нині ботулізм розглядають як особливу хворобу, яка виходить за рамки категорії «Харчові отруєння».
Досить часті випадки харчових отруєнь спричинені токсинами деяких видів стафілокока. Ці бактерії активно розмножуються при звичайній кімнатній температурі на різноманітних харчових продуктах, які не підлягають перед їхнім споживанням термічній обробці (тістечка з кремом, молочні продукти, паштети, вінегрети тощо). Джерелом зараження таких продуктів можуть бути хворі, які страждають стафілококовими захворюваннями. Профілактика цих харчових отруєнь полягає у суворому дотриманні термінів та умов зберігання готових до вживання продуктів.

### Харчові токсикоінфекції
Харчові токсикоінфекції (ХТІ) — це гострі захворювання, які виникають внаслідок вживання в їду продуктів, які містять різні патогенні або умовно-патогенні бактерії та їхні токсини, й характеризуються короткочасним клінічним перебігом із симптомами гострого гастроентериту, загальної інтоксикації та водно-електролітних розладів. У більшості випадків ХТІ в продукті вже відбулось значне накопичення токсинів мікроорганізмів, через що домінуючими клінічними проявами будуть такі, що обумовлені дією токсину, а «розгортання арсеналу» самого збудника може й не встигнути відбутися. У меншості випадків від початку ХТІ діють токсини, а потім приєднується патогенний потенціал безпосередньо бактерій, що проявляється в зміні клінічної картини.
У медичній практиці та літературі розвинених країн світу аналогів цьому терміну немає. Так само не виділяють таку патологію в Міжнародній класифікації хвороб-10. Це термінування зберігається з часів СРСР, виділення ХТІ в системі вітчизняної медицини є поки що звичним й для лікаря, й для системи епідеміологічного нагляду, й для статистичних звітів. Тому в окремих країнах, які колись входили до складу СРСР, можна ще зустріти таку назву цього патологічного стану. Взагалі ХТІ у вузькому сенсі доцільно розглядати як поліетіологічний клінічний синдром, в основі якого є безпосередня дія на верхні відділи травного тракту токсинів різних збудників. Саме це обумовлює нерідку спільність ранніх клінічних проявів при ХТІ, спричинених різними видами /:збудниками. Виділення такого поліетіологічного синдрому допомагає лікарю зорієнтуватися в клінічній ситуації та проводити однотипні медичні лікувальні заходи. Таким чином, до терміну «харчові токсикоінфекції» потрібно відноситися як до початкового синдрому значної кількості бактеріальних кишкових уражень, так й як до остаточного діагнозу тих хвороб, що спричинені окремими бактеріями (стафілокок, стрептокок тощо), при яких відбуваються різноманітні клінічні форми захворювання залежно від шляху зараження. Тому визначення ураження як «харчова токсикоінфекція» означає, що захворювання, зумовлене такою бактерією, проявляється виключно кишковим ураженням. Так звані умовно-патогенні збудники (ацінетобактер, цитробактер тощо), якщо накопичуються в харчовому продукті, спричиняють гостре отруєння, яке в Україні прийнято виділяти як «харчову токсикоінфекцію, зумовлену відповідним умовно-патогенним збудником», хоча у даному випадку було б доцільніше говорити про гостре харчове отруєння, тому що єдиним патологічним чинником є токсини цих бактерій. самі ж вони у більшості людей при такому шляху зараження своєї патогенної дії не спричинюють.
Найчастіше ХТІ зумовлюють ентеротоксигенні штами кишкової палички, стрептокока, Aeromonas, Plesiomonas, спорові анаероби (С. perfringens), аероби (Вас. cereus), галофільні вібріони (Vibrio parahaemolyticus), безліч умовно-патогенних збудників (Acinetobacter, Citrobacter, Proteus, Hafnia, Enterococcus, Klebsiella тощо). Токсини, які вони утворюють, мають дуже схожий вплив, однак деякі з цих збудників виділяють додаткові токсичні фактори, як, до речі, стафілокок, що зумовлює певні особливості клінічного перебігу деяких ХТІ. Сальмонельоз, шигельоз, ешерихіоз, кампілобактеріоз іноді на початку хвороби можуть мати синдром ХТІ.

## Клінічні прояви

### Симптоми харчових отруєнь недоброякісними продуктами
Харчові отруєння недоброякісними продуктами починаються раптово, спричиняючи нудоту, блювання, різкий біль у животі, прискорення пульсу, шкіра часто стає блідою, інколи трохи підвищується температура тіла.

### Симптоми отруєння грибами
Поширеним харчовим отруєнням є отруєння грибами. Як правило, в отруйних грибах міститься комплексна отрута, що складається нерідко з 10-12 хімічних сполук. В Україні росте близько 80-ти видів потенційно небезпечних для здоров'я людей грибів, з них отруєння мухоморами (червоним, білим смердючим, пантерним, пурпуровим), строчками та неправильно кулінарно приготовленими зморшками становлять реальну небезпеку для життя.
Найнебезпечнішим та вкрай часто смертельним є отруєння блідою поганкою, одне плодове тіло якої містить таку кількість комплексної отрути, яка може призвести до загибелі декількох осіб.
Потрібно також пам'ятати, що навіть в їстівних грибах при тривалому часі їх зберігання без проведення кулінарної обробки можуть накопичуватися токсичні продукти гідролізу білків, що призводить до отруєння ними при вживанні в їжу навіть після адекватної кулінарної обробки.
- Ознаки отруєння мухоморами (червоний, білий смердючий), що містять переважно мускарин та мускаридин: початок через 30 хвилин - 2 години. Виникають нудота, блювання, біль у животі, підвищення пото- і слиновиділення, сльозотеча, задишка. Характерний симптом — звуження зіниць. Подальший розвиток отруєння призводить до приєднання проносу, загальної слабкості, зниження артеріального тиску, порушення серцевого ритму. При тяжкому отруєнні спостерігають збудження, судомні напади, колапс і кома. Для отруєння притаманний яскраво виразний галюциноз. Можлива смерть.
- Ознаки отруєння мухоморами (пантерний, пурпуровий), що містять переважно скополамін та гіосціамін розвиваються через 1-2 години після вживання грибів, проявляються нудотою, блюванням, проносом, сухістю в роті, підвищенням температури, мідріазом, тахікардією (по типу отруєння атропіном). Тяжке отруєння характеризується виникненням психомоторного збудження, ейфорії, галюцинацій, м'язових фібриляцій і сіпань. Можлива смерть.
- Ознаки отруєння строчками чи зморшкам розвиваються через 6-10 годин після вживання в їду, виникає слабкість, біль у надчеревній ділянці, нудота, блювання з домішкою жовчі, зрідка пронос. При тяжкому перебігу на другий день з'являється жовтяниця, спостерігається збільшення печінки та селезінки, сильний головний біль, втрата свідомості, заціпеніння, судоми. Руйнуються еритроцити, відбувається гемоліз, при якому гемоглобін виходить з еритроцитів. У результаті цього кров стає прозоро-червоною («лакова кров»), іноді виділяється чорна сеча. Можлива смерть.
- Ознаки отруєння блідою поганкою з'являються через 6-24 години від вживання грибів: сильне блювання, пронос. Унаслідок цього організм зневоднюється, з'являється нестерпна спрага, синіють губи, нігті, холонуть руки і ноги, виникають судоми, згущується кров, артеріальний тиск відчутно знижується. Особливістю ураження комплексною отрутою блідої поганки є швидка нирково-печінкова недостатність. Стан потерпілого різко погіршується. Внаслідок тяжкого ураження печінки та нирок врешті-решт наступає смерть отруєного.

### Симптоми ХТІ
ХТІ, хоча й зумовлені різними збудниками, мають дуже подібну симптоматику. Інкубаційний період короткий: від 15 хвилин до 6-8 годин (зрідка — до 24 годин). Симптоми гастроентериту виникають раптово і швидко наростають. З'являються мерзлякуватість, нудота, блювання, переймоподібний біль у животі, частіше в епігастрії і довкола пупка. Блювання нерідко багаторазове. Випорожнення рідкі або водянисті, іноді з незначними домішками слизу, іноді смердючі. У рідкісних випадках пронос не розвивається. У деяких хворих температура тіла рідко піднімається до високих цифр. Шкіра бліда, при [[Гарячка|гарячці]) та зневодненні інколи з ціанозом, суха. Язик вкритий білим або сірим нальотом. Пульс частий, артеріальний тиск із тенденцією до зниження. При багаторазовому блюванні та частій діареї з'являються ознаки помірної чи, навіть, тяжкої дегідратації за класифікацією ВООЗ: зниження тургору шкіри, зменшення діурезу, окремі судоми в м'язах кінцівок. Тривалість хвороби 1-4 дні, значне покращання загального стану настає відразу після надання адекватної допомоги.
При стафілококовій ХТІ інкубаційний період, як правило, дуже короткий (від 15 хвилин до 2-6 годин). Клінічно вона проявляється головним болем, нудотою, частим блюванням, значним за інтенсивністю болем у верхній половині живота. Проносу може і не бути. Гарячка рідко буває високою. Дуже часто через притаманну стафілококовому екзотоксину нейрогенно-вегетативну дію розвивається колапс. Дегідратація не є вирішальною в клінічному перебігу стафілококової ХТЇ.
Для протейної ХТІ провідними є нудота, блювання, рясні вкрай смердючі випорожнення, інколи подібні на м'ясні помиї. При більшості ХТІ, спричинених умовно-патогенними бактеріями, нехарактерна гарячка та загальна інтоксикація тяжкого ступеня.
Детальніші відомості з цієї теми ви можете знайти в статті Ботулізм.

## Лікування
Має бути комплексним і негайним. Більшість випадків можна вилікувати амбулаторно (окрім отруєння блідою поганкою — лікування цього має проводитися в реанімаційному відділенні). Необхідно якомога швидше дати внутрішньо хворому ентеросорбенти з великим рівнем активної сорбції на 1 г сорбенту (алюмінієво-магнієві, на основі кремнію) з метою звільнення від мікроорганізмів і токсинів. Особливо вони показані у випадках невпевненості в тому, що ознаки гастроентериту зумовлені саме харчовим отруєнням чи ХТІ, при тяжких супутніх хворобах та станах. Ентеросорбенти дають хворому до насичення — припинення блювання та зменшення інтоксикаційних явищ. Якщо допомога надається у лікувальному закладі, то за умови впевненості в діагнозі, за відсутності протипоказань (тяжка ішемічна хвороба серця, гіпертонічна хвороба, виразкова хвороба шлунку або 12-палої кишки тощо) варто промити шлунок і кишечник. Для промивання у випадку ХТІ доцільно використовувати ізотонічний розчин хлориду натрію, кип'ячену охолоджену воду або 1-2 % розчин гідрокарбонату натрію. Застосовувати слабкі розчини дезінфікуючих засобів (перманганату калію, фурациліну) можна тільки після забору блювотиння та промивних вод на бактеріологічне дослідження. Промивати потрібно до відходження чистої води. Після промивання травного тракту доцільно також призначити ентеросорбенти.
На період розпалу харчового отруєння чи ХТІ доцільним є дієта для гострих уражень травного тракту. При помірній дегідратації за градацією ВООЗ хворим призначають оральні регідратаційні суміші (регідрон та ін.), за наявності блювання, тяжкій дегідратації проводять внутрішньовенну регідратаційну терапію збалансованими полійонними розчинами «Хлосоль», «Трисоль», «Ацесоль», «Дисоль», «Рінгера лактатний» тощо. Якщо припинилось блювання, регідратацію краще проводити перорально. Доведено, що навіть при вираженому запаленні стінка кишки не втрачає властивості всмоктувати воду. При переважанні симптомів інтоксикації проводиться дезінтоксикаційна терапія.
Як правило, антибактеріальну терапію при ХТІ не призначають, оскільки захворювання має схильність до самовиліковування, короткотривалий перебіг, частіше спричинюється умовно-патогенними мікроорганізмами, на які антибактерійні препарати діють слабо. Вони можуть привести до розвитку дисбіозу.
При лікуванні отруєння, спричиненого мухоморами, що містять переважно мускарин та мускаридин, до вищезгаданих загальних засобів та заходів додають 0,1 % розчин атропіну сульфату (1—2 мл підшкірно або внутрішньовенно залежно від тяжкості отруєння). Для лікування отруєння, яке спричинено мухоморами, що містять переважно скополамін та гіосціамін, до лікування додають 1 % розчин апоморфіну гідрохлориду (1 мл підшкірно), ін'єкції прозерину (1 мл 0,05 % розчину підшкірно), іпідакрину (15 мг в ампулі — 2 рази на добу внутрішньом'язово чи підшкірно) і пілокарпіну гідрохлориду (1 мл 1 % розчину підшкірно). Показаний форсований діурез.

## Нормативні вимоги до безпечності харчових продуктів
Наразі забезпечення безпеки харчових продуктів стало проблемою світового масштабу. Щороку компанії виплачують мільйони доларів компенсації і несуть великі збитки через погіршення своєї ділової репутації.

### Актуальність в світі
За даними ВООЗ, кількість збудників, що спричинюють захворювання харчового походження, зростає. Щорічно близько 1,5 млрд людей страждають від «foodborne diseases or illness», 2,2 млн помирає, включаючи 1,8 млн дітей. У розвинутих країнах до 30 % населення щорічно мають ті чи інші форми «foodborne diseases or illness».

### Світові вимоги до безпечності харчових продуктів
Щоб надати безпечності харчовим продуктам, розроблено кілька систем управління якістю й безпечністю. Набула поширення система НАССР (англ. Hazard Analysis Critical Control Point) — аналіз ризику за критичними точками. Ця система використовує 7 основних принципів, викладених у Codex Alimentarias Commission у 1993 р.:
- виявлення небезпечних чинників,
- визначення критичних контрольних точок,
- визначення критичних меж,
- створення системи моніторингу,
- розроблення системи коригувальних дій,
- системи самоперевірок,
- системи документації.

При створенні системи НАССР розроблено 29 тис. загальних стандартів якості, хоча в кожній країні існують і враховуються національні особливості конкретних виробництв.

### Документи Європейського Союзу
28 січня 2002 р. Європейським Парламентом і Радою була прийнята постанова (ЄС) № 178/2002, якою визначені загальні принципи і вимоги Закону про продукти харчування, а також прийнято ухвалу щодо створення Європейського органу контролю безпеки продуктів харчування та встановлення методів забезпечення безпечності продуктів (АВІ. № ЕС 31, ст. 1). Дія постанови поширюється на всі країни ЄС.
Дія постанови № 178/2002 поширюється на всі етапи виробництва, оброблення і збуту продуктів харчування та кормів. Небезпечні продукти з моменту вступу в дію закону не можуть поширюватися в країнах ЄС, імпортуватися або експортуватися. До небезпечних продуктів харчування відносяться ті, які можуть нанести шкоду здоров'ю, непридатні для споживання в їжу, а також неправильно марковані.

### Документи України
6 вересня 2005 р. Верховна Рада України прийняла «Закон України „Про безпечність та якість харчових продуктів“».